# El gran Bush
El gran Bush es una colección de cuadernos de aventuras de Manuel Gago publicada por Editorial Maga en 1962, que consta de 35 números.

## Trayectoria editorial
Entre 1961 y 1962, una todavía bollante Editorial Maga produjo 23 cuadernos nuevos. Cuatro de ellos, El Cruzado Negro, Hombres Heroicos, El Gran Bush y Castor eran obra del propio Gago. En los dos últimos, la editorial Maga recurrió a un formato vertical, de menor tamaño, número de viñetas y precio facial (sólo una peseta), alejándose así de los formatos más renovadores que entonces ensayaba Toray.

## Argumento y personajes
1. Desafío en Dodge City
El dentista ambulante Sam Bush es asaltado por cinco bandidos, quienes le roban los 500 dólares que tenía ahorrados. A pesar de ello, Sam continúa su viaje a Dodge City, pues había quedado en recoger en un hotel a su sobrino, que acaba de llegar al Oeste. En los diez años que no se veían, Kid Bush se ha convertido en un gigantesco mocetón, que enseguida le garantiza que recuperará su dinero: El Gran Bush, como ahora se hace llamar, ha apostado 1000 dólares a que cinco atletas de la ciudad no serían capaces de arrojarle al suelo del cuadrilátero. Son precisamente los cinco bandidos quienes aceptan el reto, y el Gran Bush los derrota con facilidad, entregándolos además al sheriff.  
2. Al borde del abismo

## Valoración
En opinión de la crítica especializada, El gran Bush es una obra anodina, donde se hace patente la excesiva carga de trabajo que sufría entonces su autor. Sólo su hercúleo protagonista la dotaba de cierto interés para los lectores de su época.